# 로만 후브니크
로만 후브니크(체코어: Roman Hubník, 1984년 6월 6일, 체코슬로바키아 브세틴 ~ )는 체코의 전 축구 선수로, 과거 센터백으로 활약하였다.

## 클럽 경력
2007년 1월, 그는 시그마 올로모우츠에서 FC 모스크바로 €2M의 가격에 이적하였다. 2009년 1월, 그는 2009년 12월 31일까지 AC 스파르타 프라하로 임대되었다. 그가 러시아로 복귀한 후, 그는 또다시 헤르타 베를린으로 임대되었다. 2010년 5월 20일, 헤르타는 후브니크의 완전 이적에 합의를 보았다.

## 국가대표 경력
후브니크는 2009년 7월 5일, 후브니크는 몰타전에서 A매치 데뷔전을 치렀으며, A매치 첫 골은 2009년 8월 12일, 벨기에를 상대로 기록하였고, 체코는 벨기에를 3-1로 꺾었다.